# La Voulte-sur-Rhône
La Voulte-sur-Rhône – miejscowość i gmina we Francji, w regionie Owernia-Rodan-Alpy, w departamencie Ardèche.
Według danych na rok 1990 gminę zamieszkiwało 5116 osób, a gęstość zaludnienia wynosiła 527 osób/km² (wśród 2880 gmin regionu Rodan-Alpy La Voulte-sur-Rhône plasuje się na 169. miejscu pod względem liczby ludności, natomiast pod względem powierzchni na miejscu 1143.).

## Populacja

Populacja La Voulte-sur-Rhône w latach 1962–2008